# علی درزی (ساوه)
علی درزی (ساوه)، روستایی از توابع بخش نوبران شهرستان ساوه در استان مرکزی است.زبان محلی این روستا ترکی آذربایجانی است

## جمعیت
این روستا در دهستان آق‌کهریز قرار دارد و براساس سرشماری مرکز آمار ایران در سال ۱۳۸۵، جمعیت آن ۸۸ نفر (۲۳خانوار) بوده‌است.